# فالدو فيليو
فالدو فيليو (بالبرتغالية: Valdo Cândido de Oliveira Filho) ولد 12 يناير 1964 في البرازيل، هو لاعب كرة قدم برازيلي سابق كان يلعب كلاعب وسط. سبق له أن لعب في كأس العالم لكرة القدم مع منتخب بلاده. لعب خلال مسيرته 519 مباراة سجل خلالها 65 هدفاً.

## المسيرة الاحترافية

### أندية لعب لها
- نادي فيغورينسي
- غريميو بورتو أليغرينزي
- نادي بنفيكا
- باريس سان جيرمان
- ناغويا غرامبوس
- نادي كروزيرو
- نادي سانتوس
- نادي أتلتيكو مينيرو
- نادي يوفينتود
- نادي ساو كايتانو

## انجازاته
- فاز بميدالية أوليمبية في مسابقة كرة القدم.

## روابط خارجية
- فالدو فيليو على موقع الاتحاد الدولي (مؤرشف)  (الإنجليزية)
- فالدو فيليو على موقع رابطة كرة القدم اليابانية للمحترفين (اليابانية)
- فالدو فيليو على موقع قاعدة بيانات كرة القدم.إي يو (الإنجليزية)
- فالدو فيليو على موقع ليكيب (الفرنسية)
- فالدو فيليو على موقع ناشيونال فوتبول تيمز (الإنجليزية)
- فالدو فيليو على موقع Soccerway.com (الإنجليزية)
- فالدو فيليو على موقع عالم كرة القدم.نت (الإنجليزية)
- فالدو فيليو على موقع أوليمبيديا (الإنجليزية)